# Gustáv Krajči
Gustáv Krajči (* 19. května 1951 Fiľakovo) je bývalým ministrem vnitra Slovenska v třetí vládě Vladimíra Mečiara a předsedou Ľudové únie.
Gustáv Krajči do politiky vstoupil v roce 1990 jako člen Veřejnosti proti násilí. Po rozdělení VPN, se aktivně podílel na založení Hnutí za demokratické Slovensko. V roku 1996 se stal ministrem vnitra Slovenské republiky ve vládě Vladimíra Mečiara. Z tohoto období je známý hlavně tím, že osobně převzal zodpovědnost za změnu otázek v referendu vyhlášeném tehdejším prezidentem Michalem Kováčem.
V roce 1998 byl Gustáv Krajči zvolen za poslance NR SR za HZDS. Znovu zvolen byl ve volebním období 2002-2006. Začátkem roku 2003 byl Gustáv Krajči v skupině jedenácti poslanců, kteří pod vedením Vojtecha Tkáče vystoupili z HZDS a založili novou politickou stranu s názvem Ľudová únia. Po neúspěchu strany ve volbách do Evropského parlamentu v roce 2004 celé vedení strany v čele s Tkáčem odstoupilo a Gustáv Krajči byl 9. října 2004 zvolen jejím předsedou.